# Silhouettella osmaniye
Espèce
Silhouettella osmaniye est une espèce d'araignées aranéomorphes de la famille des Oonopidae.

## Distribution
Cette espèce se rencontre en Turquie, en Géorgie et en Azerbaïdjan.

## Description
Le mâle holotype mesure 1,9 mm et la femelle paratype 2,0 mm.
Les mâles mesurent de 1,8 à 1,9 mm et les femelles de 2,0 à 2,4 mm.

## Systématique et taxinomie
Cette espèce a été décrite par Wunderlich en 2011.

## Étymologie
Son nom d'espèce lui a été donné en référence à Osmaniye.

## Publication originale
- Wunderlich, 2011 : « Extant and fossil spiders (Araneae). » Beiträge zur Araneologie, vol. 6, p. 1-640.